# José de Jesús Martínez Zepeda
José de Jesús Martínez Zepeda (Tepeji del Río de Ocampo, Hidalgo, 4 de setembro de 1941) é um clérigo católico romano mexicano, primeiro bispo e atual emérito de Irapuato.

## Biografia
José de Jesús Martínez Zepeda estudou humanidades e filosofia no Seminário Conciliar do México. Em seguida, obteve a licenciatura em Teologia e a licenciatura em Teologia Espiritual pela Pontifícia Universidade Gregoriana de Roma. Incardinado na Arquidiocese do México, foi ordenado sacerdote em 28 de setembro de 1968, pelo Arcebispo Miguel Darío Miranda Gómez. Retornando a Roma, obteve o doutorado em Teologia Espiritual na Pontifícia Universidade Gregoriana em 1980.
Foi prefeito e diretor espiritual do Seminário Conciliar do México, realizou trabalho pastoral em Villas de Aragón, na Delegação Gustavo A. Madero. Coordenou a área de Teologia Espiritual da Pontifícia Universidade do México, sendo também reitor da residência desta universidade. Foi diretor do Instituto Pastoral Teológico para a América Latina (ITEPAL) do CELAM, em Bogotá, de 1994 a 1995; e também diretor da Comissão de Catequese da Arquidiocese do México de 1995 a 1997. Adotou como lema episcopal In Verbo Tuo (“Na tua palavra”), a partir de Lucas 5,1-11.
Em 11 de março de 1997, o Papa João Paulo II o nomeou Bispo Titular de Naratcata e Bispo Auxiliar do México. O arcebispo do México, Norberto Rivera Carrera, concedeu-lhe a consagração episcopal no 12 de abril seguinte; os co-consagradores foram o cardeal Ernesto Corripio y Ahumada, Arcebispo emérito do México, e Mario Espinosa Contreras, Bispo de Tehuacán.
Em 3 de janeiro de 2004 foi nomeado primeiro bispo da diocese de Irapuato, constituída na mesma data. Nos treze anos de seu governo, Mons. José de Jesús Martínez Zepeda lançou as bases e as estruturas diocesanas: o Seminário Diocesano; o vicariato pastoral; o Plano Pastoral Diocesano; a Cúria Diocesana; o Tribunal Eclesiástico; o Centro Juvenil Diocesano “San Juan Pablo II”; bem como a consagração da Igreja Catedral e do semanário diocesano Emmaus. Também fez diversas visitas pastorais, criou novas paróquias e organizou a diocese em oito decanatos. No dia 4 de setembro de 2016, assinou sua renúncia.

O Papa Francisco aceitou sua aposentadoria em 11 de março de 2017.